# Велитка (Оклахома)
Велитка (енгл. Weleetka) град је у америчкој савезној држави Оклахома.

## Демографија
По попису из 2010. године број становника је 998, што је 16 (-1,6%) становника мање него 2000. године.
| Група             | 2000.       | 2010.       |
| Белци             | 606 (59,8%) | 531 (53,2%) |
| Афроамериканци    | 64 (6,3%)   | 55 (5,5%)   |
| Азијати           | 1 (0,1%)    | 0 (0,0%)    |
| Хиспаноамериканци | 27 (2,7%)   | 58 (5,8%)   |
| Укупно            | 1.014       | 998         |